# Lenguas preincaicas

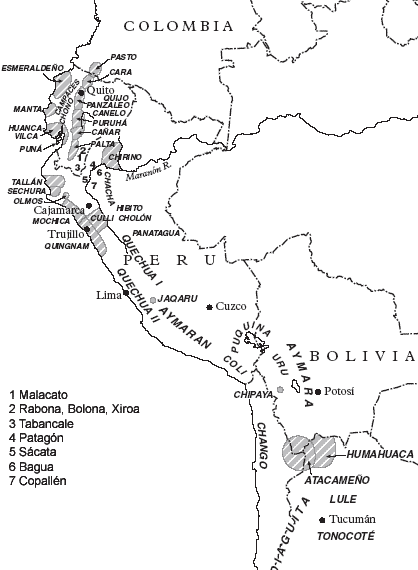
Lenguas preincaicas en el.

El término lengua preincaicas se refiere a todas las lenguas andinas y amazónicas habladas a lo largo de la franja occidental de América del Sur que se hablaban en el territorio del imperio incaico antes de la expansión del quechua. Muchas de estas lenguas fueron desplazadas bien porque las poblaciones fueron deportadas, diezmadas o asimiladas políticamente por los incas o por la colonización europea posterior. En muchos casos la substitución lingüística completa se produjo en favor del quechua, incluso durante la administración colonial europea, influendo las lenguas preincaicas en las variedades de quechua posteriores.

## Lenguas preincaicas
A continuación se da una lista más o menos exhaustiva de lenguas preincaicas. El signo (†) se empleará para las lenguas extintas que fueron desplazadas o substituidas por el quechua o el español, y que se convirtieron en lenguas muertas. La clasificación se hace en términos geográficos y dentro de cada área la división se basa en criterios de parentesco filogenético. Existe un número de lenguas insuficientemente documentadas o no documentadas, de las que no es posible dar una filiación genética precisa, esto es bastante frecuente para Ecuador y norte de Perú donde se conoce un buen número de testimonios que hablan de estas lenguas, la mayor parte extintas entre los siglos XVI y XVII.
La lista de lenguas preincaicas conocidas es:
- Lenguas preincaicas del norte y oeste de Ecuador y sur de Colombia:
  - Lenguas cañar-puruhá (†)
  - Lenguas barbacoanas
    - Pasto (†),
    - Sindagua (?), podría ser el antecesor del moderno awa pit o cuaiquer.
    - Caranqui (†), lengua del reino de Quito hablada por los shyris (quitu-caras) y caranquis propiamente dichos. Esta lengua se extendía desde el valle del río Mira y el valle del río Chota hasta la ciudad de Quito, cubriendo una región de los Andes situada en la provincia de Imbabura y el norte de la provincia de Pichincha. Su afiliación al barbacoano no es completamente segura.

  - Lenguas no clasificadas
    - Quillacinga (?), podría ser el antecesor del moderno idioma camsá.
    - Nigua (†)
    - Malaba (†)
    - Yumbo (†)
    - Chono (†)

  - Lenguas aisladas
    - idioma esmeraldeño (†)
- Lenguas preincaicas de la cuenca del Marañón, SE de Ecuador y NE de Perú
  - lenguas jívaras
    - Xiroa (†)

  - Lenguas cahuapanas
  - Lenguas candoshi-chirino
    - candoshi
    - chirino (†)
    - rabona (†)

  - lenguas hibito-cholón
  - Lenguas aisladas y no clasificadas:
    - Malacato (†)
    - Bolona (†)
    - Tabancale (†)
    - Patagón (†)
    - Sacata (†)
    - Bagua (†)
    - Copallén (†)
    - Chacha (o chachapoya)  (†)
- Lenguas preincaicas de la costa de Perú y los Andes peruanos
  - Lenguas tallanas
  - Lenguas aisladas
    - Idioma culli (†)
    - Idioma quingnam (†)
    - Idioma mochica (†)
- Lenguas preincaicas del Antisuyu y del Cuntinsuyu
  - Lenguas pano-tacanas
  - Lenguas arawak
- Lenguas preincaicas del Collasuyu
  - lenguas aimaras
  - lenguas uru-chipaya
  - lenguas huarpes (†)
  - lenguas aisladas y no clasificadas:
    - Puquina-Callahuaya (†)
    - Kunza (o atacameño) (†)
    - Cacán (†)
    - Omaguaca (†)